# メチレン-脂肪-アシル-リン脂質シンターゼ
メチレン-脂肪-アシル-リン脂質シンターゼ(methylene-fatty-acyl-phospholipid synthase)は、次の化学反応を触媒する酵素である。
S-アデノシル-L-メチオニン + リン脂質オレフィン脂肪酸 {\displaystyle \rightleftharpoons } S-アデノシル-L-ホモシステイン + リン脂質メチレン脂肪酸
この酵素の基質はS-アデノシル-L-メチオニンとリン脂質オレフィン脂肪酸で、生成物はS-アデノシル-L-ホモシステインとリン脂質メチレン脂肪酸である。
この酵素は転移酵素の一つで、特に一炭素基を転移させるメチルトランスフェラーゼである。組織名はS-adenosyl-L-methionine:unsaturated-phospholipid methyltransferase (methenylating)で、別名にunsaturated-phospholipid methyltransferaseがある。